# Micheline Dupray
Pour les articles homonymes, voir Dupray.
Micheline Dupray, née Micheline Legros le 12 mars 1927 à Marsainvilliers (Loiret) et morte le 17 mai 2019 à Paris, est une poétesse française.

## Biographie
Micheline Dupray a reçu le prix Desbordes-Valmore pour l'ensemble de son œuvre, en 1972 ou avant.

## Œuvres
Poésie
- Souffrir ne suffit pas : une anthologie de poèmes, préface de Ratimir Pavlovic, Association internationale des traducteurs littéraires de langue française, 2002  (ISBN 2-911193-06-7)
- Trains amers, Éditions Saint-Germain-des-Prés, 1980  (ISBN 2-243-01342-8)
- Herzégovine, Formes et langages, 1977

- Prix Claire-Virenque 1978 de l’Académie française
- « Mes yeux d'immensité » in Les Beaux poèmes contemporains. 5, Éditions Arts et littérature carolorégiens, 1975
- Merci la vie, dessins de Jacqueline et Marie-Thérèse Rault, M. Dupray, 1975

Essais
- Roland Dorgelès. Un siècle de vie littéraire française, Albin Michel, 2000  (ISBN 978-2226116789)

- Prix Marcelle-Millier 1987 de l’Académie française
- Roland Dorgelès, Presses de la Renaissance, 1986  (ISBN 2-85616-383-1)

Préface
- Roland Dorgelès, Je t'écris de la tranchée : correspondance de guerre, 1914-1917, Albin Michel, 2003   (ISBN 2-226-14187-1)